# Gura Vitioarei
Gura Vitioarei è un comune della Romania di 6 131 abitanti, ubicato nel distretto di Prahova, nella regione storica della Muntenia.
Il comune è formato dall'unione di 5 villaggi: Bughea de Jos, Făgetu, Fundeni, Gura Vitioarei, Poiana Copăceni.